# Osorkon I de bronce
La estatuilla de bronce de Osorkon I es una estatua del Antiguo Egipto del faraón Osorkon I (924 – 889 a. C.) de la XXII dinastía en el acto de ofrecer vino a una divinidad; es un ejemplo típico del prestigio que asumió el trabajo del bronce, prefiriéndolo a la hasta entonces tradicional estatuaria de piedra en la época de los faraones de origen libio (siglos X - VIII a. C.) y en el Tercer Período Intermedio en general.

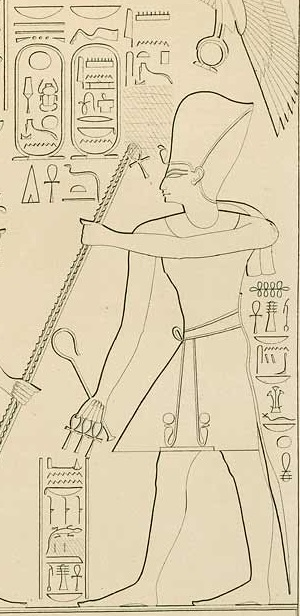
Relieve de Osorkon I, en Karnak (copia de Karl Richard Lepsius).

Una inscripción encontrada en la ciudad de Bubastis, en el Bajo Egipto, sede de gobierno de los soberanos de la dinastía XXII junto con Tanis, da fe de la generosidad de Osorkon I al otorgar numerosas donaciones y ofrendar ricos  objetos en oro, plata y bronce a diversos templos del país; la estatuilla en cuestión, una obra de alta artesanía con el soberano en actitud oferente, probablemente formó parte de un conjunto similar de obsequios del soberano.
El rey, que lleva el pañuelo khat, da un paso adelante con la pierna izquierda mientras su brazo izquierdo, doblado en ángulo recto desde el codo, está extendido ofreciendo una jarrita nu (jarritas redondas para ofrecer libaciones de vino, agua o leche). El otro miembro era similar aunque falta, al igual que los pies. Restos de plata en el muslo izquierdo, entre la mano y el recipiente y entre los pliegues del tocado sugieren que la estatuilla estaba originalmente recubierta en su totalidad por este metal precioso. Además de los pliegues del faldellín corto plisado, incrustaciones de oro también trazan varias imágenes y símbolos sagrados en el cuerpo del rey: los cartuchos con sus nombres en el pecho, el faldellín y el hombro izquierdo; la diosa-buitre Nejbet, gran patrona del Alto Egipto, extiende sus alas sobre su espalda; un dios halcón (¿ Ra-Horajty?) con la Doble Corona faraónica del Alto y Bajo Egipto en su lado derecho; un ibis (¿Thot?) en el abdomen; una diosa, con tocado de cuernos de vaca y el disco solar (¿Hathor?), en su costado izquierdo.
El arte egipcio del Tercer Período Intermedio estuvo particularmente influenciado por los estilos tutmósida y ramésida, deudor del primero: la estatuilla de Osorkon I ejemplifica tales modelos, por ejemplo, en la esbeltez del gobernante (a diferencia de las esculturas posteriores de los faraones libios, quienes presentarán un canon más robusto).